# 麦克斯韦-甘特空军基地
麦克斯韦-甘特空军基地（英語：Maxwell-Gunter Air Force Base），简称麦克斯韦空军基地（英語：Maxwell AFB）。位于美国阿拉巴马州蒙哥马利。因纪念迫降时为避开地面上的儿童而牺牲的美國陸軍航空勤務隊飞行员威廉·卡尔文·麦克斯韦（英語：William C. Maxwell；1892年11月9日－1920年8月12日）而得名。基地隶属于美国空军教育训练司令部（AETC），主要任务是空军大学对授衔之前、或之后的军官、士兵及文职人员进行军事教育、毕业教育及职业继续教育。

## 基地设施
麦克斯韦空军基地是美国空军大学所在地。另设有AETC士兵联合职业军事教育（PME）中心。基地由美國空軍第42基地聯隊（42 ABW）維護。美国空军预备役司令部（AFRC）下辖的第908空中运输联队（908 AW，装备C-130H）是基地中唯一的作战联队。
甘特附属设施（英語：Gunter Annex）是42聯隊下属的独立设施。原名甘特飞行场，当机场的跑道关闭后改名甘特航空站。并在1988年7月更名为甘特空军基地。最后于1992年三月与附近的麦克斯韦空军基地合并为麦克斯韦-甘特空军基地。

## 历史
1910年2月，莱特兄弟在蒙哥马利开办了全世界最早期的飞行学校之一—莱特飞行学校，但在训练了数名飞行员后学校很快就閉校。在第一次世界大战期间学校原址成为飞机修理厂。1922年11月8日，基地设施更名为麦克斯韦飞行场（英語：Maxwell Field），此时基地用途已变更为任务机场，并入驻第22侦察中队。1931年航空兵團战术学校（ACTS）从弗吉尼亚迁到麦克斯韦飞行场，但該校在1939年第二次世界大战爆发后撤编，麦克斯韦基地成为美國陸軍航空軍在美国东部的空勤人员训练基地。